# Chiesa di San Secondo (Torino)
La chiesa di San Secondo è un edificio religioso situato a Torino nel borgo San Secondo presso il quartiere Crocetta.

## Storia
Costruita in stile neomedievale nel 1867, essa fu progettata da Giuseppe Formento. Fu in seguito dotata della canonica nel 1874. Durante la seconda guerra mondiale subì ingenti danni, in particolare al soffitto e alla casa parrocchiale.
L'edificio è composto da tre navate. Gli affreschi interni alla chiesa furono dipinti da Costantino Sereno.